# Stefan Walczykiewicz
Stefan Walczykiewicz (Gostynin, 17 agosto 1886 – Luc'k, 12 maggio 1940) è stato un vescovo cattolico polacco.

## Biografia
Monsignor Stefan Walczykiewicz nacque a Gostynin il 17 agosto 1886 in una famiglia borghese. Suo padre, Antoni, era un artigiano locale e sua madre, Anna, si occupava della loro numerosa famiglia.

### Formazione e ministero sacerdotale
Dopo essersi diplomato alla scuola elementare di Gostynin, studiò al seminario di Płock. Visti gli eccezionali risultati accademici venne inviato a proseguire gli studi presso la Pontificia Università Gregoriana a Roma. Si laureò in teologia e diritto canonico.
Nel 1912 fu ordinato presbitero. Si recò negli Stati Uniti d'America per alcuni mesi. Dopo essere tornato a Płock, fu professore nel seminario maggiore e nel 1915 gli fu assegnata la cattedra di teologia morale. Poco dopo divenne vicerettore. Era molto attivo socialmente. Partecipò attivamente ai lavori del Consiglio dei genitori per l'educazione cattolica a Płock e organizzò i congressi cattolici di Mława e Płock. Era una figura ben nota e popolare.

### Ministero episcopale
Il 20 luglio 1928 papa Pio XI lo nominò vescovo ausiliare di Luc'k e titolare di Zenopoli di Isauria. Ricevette l'ordinazione episcopale il 25 novembre successivo dal vescovo di Luc'k Adolf Piotr Szelążek, co-consacranti l'arcivescovo titolare di Eno Piotr Mańkowski e il vescovo di Płock Antoni Julian Nowowiejski.
In una lettera del 29 agosto 1928 inviata al cardinale August Hlond, monsignor Adolf Piotr Szelążek scrisse: "Lo conosco da quando è entrato nel seminario. Oltre a una vasta conoscenza, ha un'anima magnificamente creata". Fu vicario generale e professore nel seminario locale.
Il 29 aprile 1929 la Conferenza episcopale polacca lo inviò a Roma per un pellegrinaggio relativo alla celebrazione dell'Anno Santo. Fu assistente ecclesiastico della sezione locale dell'Azione Cattolica e presidente del consiglio diocesano operante nella curia diocesana. Nell'agosto del 1936 divenne segretario della Commissione episcopale al sinodo plenario di Częstochowa.
Dopo l'ingresso delle truppe sovietiche, il 17 settembre 1939 fu arrestato. Dopo numerosi interrogatori, che gli compromisero la salute, morì a Luc'k il 12 maggio 1940 all'età di 53 anni. Al solenne funerale, che prese la forma di una parata in tutta la città, oltre ai fedeli cattolici presero parte anche i rappresentanti della comunità ebraica. Fu sepolto nel cimitero locale e gli abitanti di Luc'k eressero un monumento in suo onore. Sopravvisse ai tumulti della guerra e fu solo negli anni '70 che il cimitero e le sue rovine vennero distrutti.
L'8 settembre 1991, il vescovo di Płock Roman Marcinkowski presentò e consacrò una targa commemorativa in suo onore nella chiesa parrocchiale di Gostynin. Nel 1995 venne inaugurata una targa simile nella cattedrale di Luc'k che oltre a lui commemora il vescovo Adolf Szelążek.

## Genealogia episcopale
La genealogia episcopale è:
- Cardinale Scipione Rebiba
- Cardinale Giulio Antonio Santori
- Cardinale Girolamo Bernerio, O.P.
- Vescovo Claudio Rangoni
- Arcivescovo Wawrzyniec Gembicki
- Arcivescovo Jan Wężyk
- Vescovo Piotr Gembicki
- Vescovo Jan Gembicki
- Vescovo Bonawentura Madaliński
- Vescovo Jan Małachowski
- Arcivescovo Stanisław Szembek
- Vescovo Felicjan Konstanty Szaniawski
- Vescovo Andrzej Stanisław Załuski
- Arcivescovo Adam Ignacy Komorowski
- Arcivescovo Władysław Aleksander Łubieński
- Vescovo Andrzej Mikołaj Stanisław Kostka Młodziejowski
- Arcivescovo Kasper Kazimierz Cieciszowski
- Vescovo Franciszek Borgiasz Mackiewicz
- Vescovo Michał Piwnicki
- Arcivescovo Ignacy Ludwik Pawłowski
- Arcivescovo Kazimierz Roch Dmochowski
- Arcivescovo Wacław Żyliński
- Vescovo Aleksander Kazimierz Bereśniewicz
- Arcivescovo Szymon Marcin Kozłowski
- Vescovo Mečislovas Leonardas Paliulionis
- Arcivescovo Bolesław Hieronim Kłopotowski
- Arcivescovo Jerzy Józef Elizeusz Szembek
- Arcivescovo Apolinary Wnukowski
- Vescovo Antoni Julian Nowowiejski
- Vescovo Adolf Piotr Szelążek
- Vescovo Stefan Walczykiewicz